# اندیس باریت دهنه
باریت دهنه یک اندیس غیرفلزی است که در استان قزوین قرار دارد و مادهٔ معدنی موجود در آن، باریت است. سنگ میزبان این اندیس سنگهای آذرآواری است و دیرینگی آن به دوران ائوسن-الیگوسن می‌رسد. در این اندیس، پاراژنز‌های گالن و مس یافت می‌شوند.